# سرطان كماني صندوقي
سرطان كماني صندوقي (الاسم العلمي: Uca pugilator) هو نوع من الحيوانات يتبع جنس السرطان الكماني من فصيلة السرطانات الشبحية.